# Condado de Sakala
El condado de Sakala (estonio: Sakala, latín: Saccalia) fue un antiguo contado estonio mencionado por vez primera en letra impresa por Enrique de Livonia a comienzos del siglo XIII.
Se encuentra situado en el noroeste de Livonia, abarcando aproximadamente los actuales territorios del condado de Viljandi, la mitad meridional del de Pärnu y la mitad occidental del Valga maakond.
El gobierno de la Rus de Kiev de Ugaunia pudo haber durado hasta 1061, cuando, según las crónicas en antiguo eslavo oriental, la ciudad de Tharbata/Yuryev (Tartu) fue incendiada por "Sosols", quienes eran probablemente sackalianos o el pueblo de los soopoolitse. En el folklore sackaliano, los vecinos ugaunianos (ugalased) eran guerreros enemigos y ladrones. Por ejemplo, una canción folklórica de Viljandi (la capital de Sackalia) llama a que se acelere la tarea de recoger la cosecha, porque podrían atacar los ugaunianos.[cita requerida]
Tras la cruzada de Livonia el condado pasó a formar parte de la confederación de Livonia.